# Quercus elliptica
Quercus elliptica — вид рослин з родини букових (Fagaceae); поширений у Центральній Америці від Нікарагуа до центрально-західної Мексики.

## Опис
Це листопадне дерево середнього та великого розміру, заввишки до 25 м. Стовбур 0.15–0.60 м у діаметрі. Кора темно-сіра, шорстка. Гілочки густо жовто вовнисті, є невеликі сочевички. Листки еліптичні, ланцетні або зворотно-ланцетні, шкірясті, жорсткі, 3–12 × 2–6 см; основа округла, серцеподібна або серпоподібна; верхівка округла або тупа, іноді гостра; край цілий, злегка вигнутий; верх світло-зелений, гладкий і блискучий, майже голий; низ блідіший, голий або з деякими зірчастими волосками вздовж середньої жилки та пахвові пучки; ніжка 3–7 мм, вовниста. Тичинкові сережки сильно запушені, завдовжки 5–9 см з численними квітками; маточкові суцвіття завдовжки 0.7–1.5 см, 1–3-квіткові. Жолуді однорічні, поодинокі або 2–3 разом, сидячі або на ніжці 2–3 мм; горіх яйцеподібний, 1.3–1.5 см; чашечка вкриває 1/3 горіха, з тонкими, запушеними, трикутними лусочками.
Період цвітіння: лютий — березень. Період плодоношення: жовтень.

## Поширення й екологія
Країни поширення: Нікарагуа, Гондурас, Сальвадор, Гватемала, Беліз, значна частина Мексики.
Населяє хмарний ліс, але частіше в дубовий і сосново-ялицевий ліс; росте на висотах 300–2400 м.

## Використання
Деревина використовується як дрова та для виготовлення деревного вугілля, також для лавок, сільських меблів, ручок інструментів, будівельних балок та стовпів.